# Nicole Humbert
Pour les articles homonymes, voir Rieger.
Nicole Humbert (née Rieger le 5 février 1972 à Landau in der Pfalz) est une athlète allemande spécialiste du saut à la perche.
En 1998, elle se classe cinquième des Championnats d'Europe en salle, puis obtient la médaille d'argent des Championnats d'Europe en plein air de Budapest (4,31 m), derrière l'Ukrainienne Anzhela Balakhonova. L'année suivante, Nicole Rieger monte sur la troisième marche du podium des Championnats du monde en salle de Maebashi, s'inclinant avec un saut à 4,35 m face à sa compatriote Nastja Ryjikh et à l'Islandaise Vala Flosadóttir. Elle obtient de nouvelles places d'honneur lors des Championnats du monde 1999 (5e) et des Jeux olympiques de 2000 (5e).
Nicole Rieger est par ailleurs la première détentrice officielle du record du monde en salle du saut à la perche grâce à un saut à 4,08 m, établi le 1er mars 1994 à Karlsruhe

## Records personnels
- Plein air : 4,51 m (2001)
- Salle : 4,56 m (1999)